# جيني سيمس
جيني سيمس (بالإنجليزية: Ginny Simms)‏ هي عازفة جاز ومغنية وممثلة أمريكية، ولدت في 25 مايو 1915 في سان أنطونيو في الولايات المتحدة، وتوفيت في 4 أبريل 1994 في بالم سبرينغس في الولايات المتحدة.

## وصلات خارجية
- جيني سيمس على موقع IMDb (الإنجليزية)
- جيني سيمس على موقع ميوزك برينز (الإنجليزية)
- جيني سيمس على موقع ديسكوغز (الإنجليزية)
- جيني سيمس على موقع قاعدة بيانات الفيلم (الإنجليزية)